# Tufão Haishen (2020)
O tufão Haishen, conhecido nas Filipinas como tufão Kristine, foi um poderoso ciclone tropical que se tornou o primeiro supertufão da temporada de tufões de 2020 no Pacífico. Sendo também a décima tempestade nomeada e o quinto tufão desta temporada, as origens de Haishen podem ser rastreadas até uma área desorganizada de baixa pressão situada perto de Guam. Enquanto a perturbação seguia na direção sudoeste e se organizava rapidamente, o JTWC emitiu um Alerta de Formação de Ciclone Tropical (TCFA) no sistema e, um dia depois, em 1 de setembro, o sistema se tornou uma depressão tropical. A depressão se intensificou na tempestade tropical Haishen, de acordo com a Agência Meteorológica do Japão, conforme se movia para sudoeste. Por volta das 12:00 UTC de 2 de setembro, a Administração de Serviços Atmosféricos, Geofísicos e Astronômicos das Filipinas indicou que Haishen havia entrado na Área de Responsabilidade das Filipinas e foi posteriormente nomeada Kristine. Mais tarde naquele dia, Haishen tornou-se um tufão. A intensificação em 3 de setembro foi significativa. Levando-se para noroeste em condições extremamente favoráveis, Haishen se tornou um tufão equivalente à categoria 3, adquirindo um olho de ciclone antes de passar por os ciclos de reposição da parede do olho (EWRC). O fortalecimento foi retomado logo depois e o JTWC avaliou velocidades do vento de 135 kt (155 mph; 250 km/h) quando atingiu o pico como um poderoso supertufão de categoria 4 e atingiu um novo olho claro e simétrico.
Cruzando para o norte em direção à terra enquanto ganhava latitude, o conteúdo de calor do oceano tornou-se desfavorável para suportar um sistema tão forte e, enquanto a pressão central diminuía, a velocidade do vento do sistema começou a diminuir, conforme a estrutura começou a se degradar. A forma anterior do olho não estava mais presente, pois parecia irregular nas imagens de satélite, e a análise de Dvorak indicou que Haishen estava começando a enfraquecer progressivamente. Em 5 de setembro, o Haishen começou a perder o olho quando sua parede interna do olho começou a se contrair, e posteriormente enfraqueceu para um tufão de categoria 3 equivalente. Em 6 de setembro, Haishen atingiu o Japão e a Coreia do Sul como um forte tufão equivalente à categoria 2.
Haishen foi o terceiro tufão em um intervalo de duas semanas a atingir a península coreana, os outros sendo Bavi e Maysak.

## História meteorológica
Em 29 de agosto, o JTWC começou a rastrear um distúrbio tropical muito desorganizado situado a algumas centenas de quilômetros a nordeste de Guam. No dia seguinte, a perturbação se organizou rapidamente e o JTWC emitiu um Alerta de Formação de Ciclone Tropical (TCFA) para a área de baixa pressão. No dia seguinte, intensificou-se para a Depressão Tropical 11W. Atravessando geralmente na direção sudoeste, a depressão rapidamente se intensificou em uma tempestade tropical. A JMA logo o seguiu e também atualizou o sistema para uma tempestade tropical, e recebeu o nome internacional de Haishen. Mais tarde naquele dia, Haishen tornou-se uma forte tempestade tropical ao se dirigir para sudoeste no mar das Filipinas. A intensificação em 3 de setembro foi significativa - com o Typhoon Haishen adquirindo um olho de orifício no início do dia, mas posteriormente passou por um ciclo de substituição da parede do olho. O ciclo se completou rapidamente, porém, e o fortalecimento foi retomado quase imediatamente. Então, o JTWC observou a possibilidade de Haishen se tornar um supertufão de categoria 5 em um de seus conselhos.
Entrando na Área de Responsabilidade das Filipinas (PAR), a Administração de Serviços Atmosféricos, Geofísicos e Astronômicos das Filipinas (PAGASA) nomeou o sistema Kristine. No início de 4 de setembro, o JTWC avaliou que Haishen se tornou um supertufão equivalente a Categoria 4 - com velocidade de vento sustentada de 1 minuto de 135 kt (155 mph; 250 km/h), com um olho claro e simétrico visível nas imagens de satélite. Em 5 de setembro, com o aumento da latitude de Haishen, o conteúdo de calor do oceano na área diminuiu, que interrompeu o núcleo do sistema e fez com que seu olho parecesse irregular nas imagens de satélite, subsequentemente indicando enfraquecimento e caindo abaixo do status de supertufão.
Mais tarde naquele dia, o sistema saiu do PAR e o PAGASA divulgou seu último boletim sobre o tufão. À medida que o sistema continuou sua trajetória para o norte em direção ao arquipélago japonês, continuou a enfraquecer e se tornou um tufão de categoria 3 quando Haishen fez outro ciclo de substituição da parede do olho, e não muito tempo depois que caiu para um tufão de categoria 2 ao se aproximar das Ilhas Ryūkyū do Sul de Japão. Uma ordem de evacuação obrigatória foi emitida para o oeste do Japão, conforme milhões de pessoas evacuaram em conformidade. Haishen atingiu a costa em Ulsan, Coreia do Sul por volta das 09:00 KST (00:00 UTC) em 7 de setembro, com ventos sustentados máximos de 10 minutos em 140 km/h (87 mph) e a pressão central em 955 hPa (28.20 inHg). Pouco depois, Haishen entrou no Mar do Japão como uma tempestade tropical de ponta; devido às baixas temperaturas da superfície do mar, Haishen enfraqueceu rapidamente e fez landfall na província de Hamgyong do Sul, Coreia do Norte, com ventos sustentados de 100 minutos no máximo de 10 minutos. km/h (65 mph) e uma pressão central de 980 hPa (28,94 inHg). Logo depois, o JTWC emitiu seu aviso final sobre Haishen, enquanto se movia mais para o interior na Coreia do Norte. Às 18:50 UTC, o JMA emitiu seu último comunicado sobre Haishen, e declarou-o uma baixa extratropical ao se mover perto da fronteira entre a China e a Coreia do Norte.

## Preparativos

### Japão
As autoridades ordenaram que as pessoas evacuassem as áreas perigosas perto da costa e obedecessem às ordens dos governos locais. De acordo com a emissora pública japonesa NHK., 246, 251 pessoas em Kagoshima e 36.392 em Nagasaki foram evacuadas. Mais de 580 voos domésticos e trens-bala foram cancelados para o sul de Kyushu e Okinawa. As autoridades emitiram avisos de emergência e afirmaram que os residentes foram instados a se prepararem para a evacuação.

### Coreia do Sul
A Administração Meteorológica da Coreia emitiu um alerta preliminar de tufão para todas as províncias sul-coreanas, bem como um alerta de chuva forte para a província de Gangwon, no norte. Mais de 340 voos e 114 rotas marítimas, além de vários serviços ferroviários nacionais, foram cancelados.

### Coreia do Norte
Os residentes na província costeira de Kangwon foram evacuados e avisos de inundação foram emitidos antes da tempestade.

## Impacto
Pelo menos quatro vítimas foram registadas, sendo duas no Japão e outras duas na Coréia do Sul. A tempestade causou inundações e danos causados pelo vento e grandes cortes de energia. Cerca de 10.000 casas foram danificadas, destruídas ou inundadas em incidentes relacionados com a tempestade. As perdas econômicas combinadas totais devem ultrapassar US $ 100 milhão.

### Japão
Haishen trouxe fortes ventos e ondas altas para partes do Japão. Pelo menos duas pessoas morreram e mais de 100 ficaram feridas. Um deslizamento de terra na província de Miyazaki deixou quatro pessoas desaparecidas. Danos agrícolas em todo o país foram de JP ¥ 12,51 mil milhões (US $ 118 milhão). A Kyushu Electric Power Co afirmou que pelo menos 107.540 residências ainda estavam sem energia na região de Kyushu em 7 de setembro de 2020. Além disso, mais de 200.000 famílias estavam sem energia em Kagoshima e 3.930 famílias em Okinawa. Por estar no caminho de Haisen, a Guarda Costeira japonesa foi forçada a suspender temporariamente sua missão de busca e resgate de tripulantes desaparecidos do navio de carga Gulf Livestock 1, que afundou uma semana antes devido aos efeitos do tufão Maysak.

### Coreia do Sul
Como se a Península Coreana já não tivesse sido devastada pelo tufão Maysak, que atingiu o continente menos de uma semana antes, Haisen atingiu a cidade de Ulsan, no início de 7 de setembro, hora local. As chuvas e os ventos fortes de Haishen deslocaram 3.100 pessoas e deixaram pelo menos 75.000 famílias sem energia. Duas pessoas morreram e cinco ficaram feridas; dois outros desapareceram. Duas usinas nucleares em Gyeongju pararam automaticamente durante o tufão por razões ainda desconhecidas. Chove até -150 mm (6 polegadas) eram comuns para áreas costeiras ao longo da porção oriental da península, enquanto 75 mm (3 polegadas) de chuva foram registados nas áreas ocidentais. O transporte foi interrompido devido às estradas extremamente inundadas. De acordo com o The Korea Herald, cortes de energia e severos danos às árvores eram esperados na área. Devido ao severo corte de energia, as obras foram fechadas imediatamente na fábrica da Hyundai Motors em Ulsan. Em Busan, uma cidade com uma população de 3,4 milhões de habitantes, semáforos quebraram, letreiros foram arrancados e estradas fechadas devido a fortes ventos e chuvas fortes. O dano total junto com o tufão Maysak foi calculado em ₩ 606,3 mil milhões (US $ 510 milhão).

### Coreia do Norte
Inundações generalizadas ocorreram no país. Militares foram enviados para ajudar na reconstrução das casas. Aproximadamente 300.000 membros do Partido dos Trabalhadores da Coreia se envolveram em projetos de reconstrução.

### China
Os remanescentes extratropicais de Haishen entraram no Nordeste da China, causando inundações na região. As perdas em Yanji chegaram a CN ¥ 34,11 milhões (US $ 4,98 milhão).